# Pentila subfuscata
Pentila subfuscata är en fjärilsart som beskrevs av Hawker-smith 1933. Pentila subfuscata ingår i släktet Pentila och familjen juvelvingar. Inga underarter finns listade i Catalogue of Life.